# Communauté de communes de Gâtine-Racan
Die Communauté de communes de Gâtine-Racan ist ein französischer Gemeindeverband mit der Rechtsform einer Communauté de communes im Département Indre-et-Loire in der Region Centre-Val de Loire. Der Gemeindeverband wurde am 27. Dezember 2016 gegründet und umfasst 19 Gemeinden. Der Verwaltungssitz befindet sich im Ort Saint-Antoine-du-Rocher.

## Historische Entwicklung
Der Gemeindeverband entstand mit Wirkung vom 1. Januar 2017 durch die Fusion der Vorgängerorganisationen
- Communauté de communes de Gâtine et Choisilles und
- Communauté de communes de Racan.

Der Erlass der Präfektin vom 21. Januar 2022 legte die Änderung des früheren Namens des Gemeindeverbands Communauté de communes de Gâtine et Choisilles-Pays de Racan auf den aktuellen Namen fest.

## Mitgliedsgemeinden
| Gemeinde                               | Einwohner 1. Januar 2022 | Fläche km² | Dichte Einw./km² | Code INSEE | Postleitzahl |
| -------------------------------------- | ------------------------ | ---------- | ---------------- | ---------- | ------------ |
| Beaumont-Louestault                    | 1.788                    | 55,49      | 32               | 37021      | 37360, 37370 |
| Bueil-en-Touraine                      | 325                      | 18,06      | 18               | 37041      | 37370        |
| Cerelles                               | 1.247                    | 12,30      | 101              | 37047      | 37390        |
| Charentilly                            | 1.385                    | 14,13      | 98               | 37059      | 37390        |
| Chemillé-sur-Dême                      | 707                      | 33,54      | 21               | 37068      | 37370        |
| Épeigné-sur-Dême                       | 159                      | 21,08      | 8                | 37101      | 37370        |
| Marray                                 | 489                      | 23,81      | 21               | 37149      | 37370        |
| Neuillé-Pont-Pierre                    | 2.238                    | 39,00      | 57               | 37167      | 37360        |
| Neuvy-le-Roi                           | 1.061                    | 47,50      | 22               | 37170      | 37370        |
| Pernay                                 | 1.556                    | 17,61      | 88               | 37182      | 37230        |
| Rouziers-de-Touraine                   | 1.355                    | 18,19      | 74               | 37204      | 37360        |
| Saint-Antoine-du-Rocher                | 1.786                    | 24,23      | 74               | 37206      | 37360        |
| Saint-Aubin-le-Dépeint                 | 351                      | 15,19      | 23               | 37207      | 37370        |
| Saint-Christophe-sur-le-Nais           | 1.077                    | 18,27      | 59               | 37213      | 37370        |
| Saint-Paterne-Racan                    | 1.697                    | 47,77      | 36               | 37231      | 37370        |
| Saint-Roch                             | 1.335                    | 4,75       | 281              | 37237      | 37390        |
| Semblançay                             | 2.170                    | 35,66      | 61               | 37245      | 37360        |
| Sonzay                                 | 1.414                    | 48,34      | 29               | 37249      | 37360        |
| Villebourg                             | 304                      | 12,36      | 25               | 37274      | 37370        |
| Communauté de communes de Gâtine-Racan | 22.444                   | 507,28     | 44               | –          | –            |